# Clitocybe rivulosa
Clitocybe rivulosa é um fungo que pertence ao gênero de cogumelos Clitocybe na ordem Agaricales. Encontrado nos Estados Unidos e na Europa, foi descrito cientificamente pela primeira vez com o nome Agaricus rivulosus, dado por Christian Hendrik Persoon em 1801. É um cogumelo venenoso, que pode matar.